# Borová (Bolatice)
Borová (dříve Heneberky, německy Henneberg, polsky Borowa) je vesnice, část obce Bolatice v okrese Opava. Nachází se asi 1,5 km na východ od Bolatic. V roce 2024 zde je evidováno 218 adres. V roce 2001 zde trvale žilo 655 obyvatel.
Borová leží v katastrálním území Bolatice o výměře 13,2 km2.

## Historie
Roku 1786 založili bratři Eugen a Alois Hennové z Hennebergu, baroni a majitelé Bolatic i blízkého Dolního Benešova novou osadu a pojmenovali ji Henneberg. Brzy se však objevuje i počeštělý název Henneberky. Osada měla pravidelný půdorys, tvořilo ji dvacet domů a panská hospoda. Hlavní ulici přibližně severojižního směru křížila v polovině na ni kolmá ulice. V místě jejich křížení stála hospoda.
V roce 1830 měla osada 256 obyvatel. Rok 1855 přinesl hned dva ničivé požáry. Při prvním požáru shořelo sedm domů, při druhém dokonce třináct. Majitel panství kníže Lichnovský chtěl obec zbudovat na jiném místě s dostatkem vody, aby se zabránilo dalším požárům, obyvatelé však nesouhlasili.
Obec leží na kopci, a tak zde byl od počátku problém s vodou. Jediná studna byla u dnešního domu s číslem 25, ale podle pamětníků i přes hloubku kolem čtyřiceti metrů měla tak málo vody, že téměř nešla nabírat. Studna zanikla po Druhé světové válce. Pro vodu se tedy chodilo buď ke studánce u cesty na Chuchelnou, kde však voda nebyla nejlepší, nebo k prameni do Šeča jižně od obce. Proto se v roce 1907 začalo se stavbou vodovodu.
Samostatnost Henneberk skončila rokem 1893, kdy došlo k připojení k Bolaticím.
Roku 1920 došlo k připojení obce k nové Československé republice. Roku 1923 vznikla nová škola. V roce 1926 také vzniká Sedlišťan, skupina založená k uchování starých tanců a krojů. O rok později je založen Český hasičský sbor Henneberky. Při sčítání lidu 1930 bylo v Henneberkách 71 domů a 400 obyvatel. V roce 1933 byla obec plně elektrifikována.
8. října 1938 došlo k obsazení Hlučínska, tedy i Henneberk německou armádou. Stejně jako celé Hlučínsko se i Henneberky staly přímo součástí Německa, jako „Altreich“ a místní muži museli narukovat do německé armády. Jižně od Henneberk bylo letiště používané německým letectvem. Ve staré hospodě byla dílna, kde se opravovaly poškozené stroje a v domech byli ubytováni vojáci. Fronta přes Henneberky prošla v neděli 16. dubna 1945. Sovětští vojáci útočili od severu z lesa, dostali se až na konec obce a následně byli německými vojáky zatlačeni zpět. Během těchto bojů vyhořela velká část domů a byla zničena stará hospoda.

V roce 1949 získala obec nový název Borová. O rok později bylo zřízeno JZD Borová, v roce 1952 bylo připojeno k JZD Bolatice a začala stavba vepřína jižně od Borové. Borovská škola byla uzavřena v roce 1973 a po rekonstrukci byla budova využitá pro mateřskou školku.

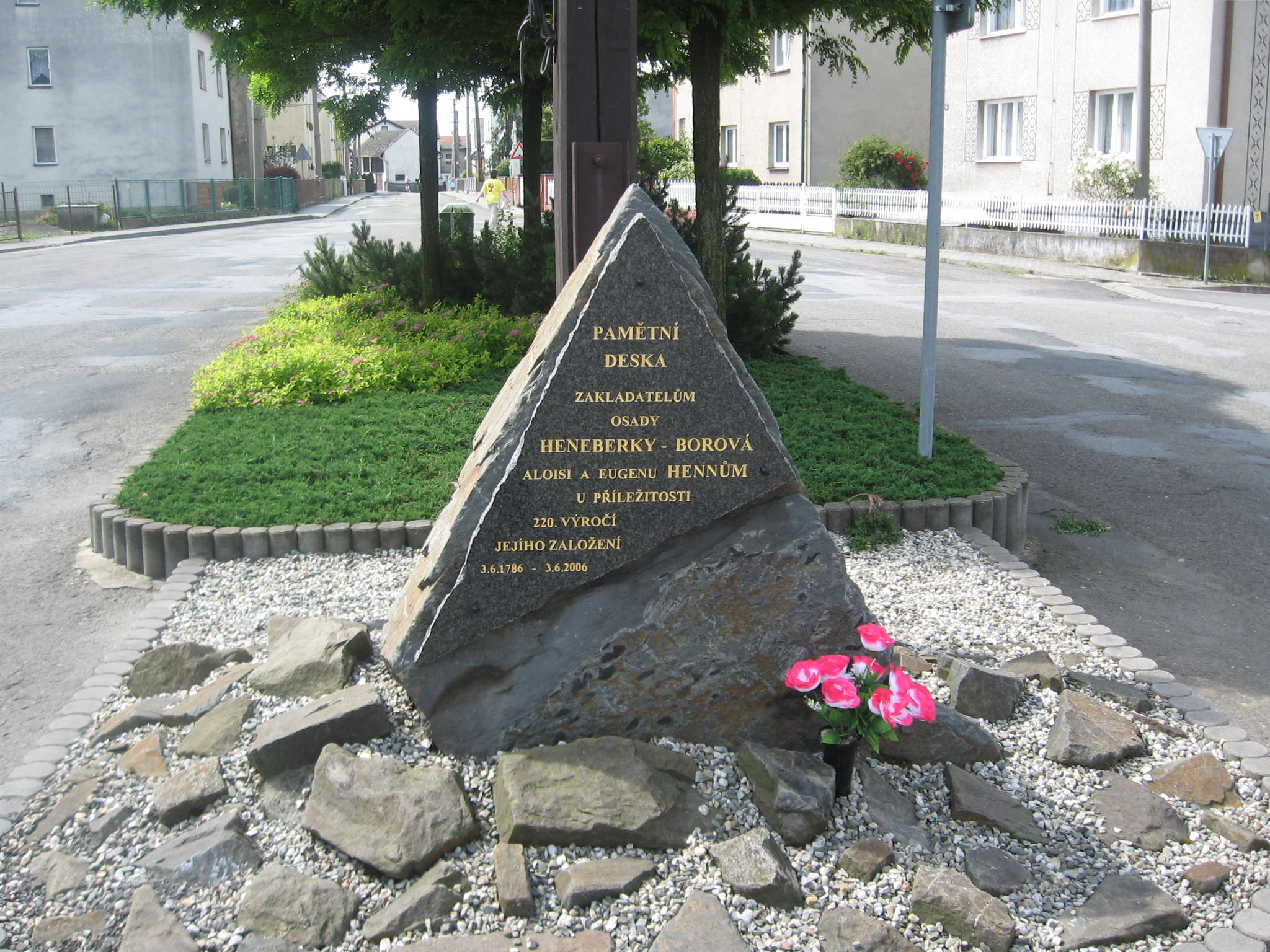
Památník připomínající založení osady bratry Aloisem a Eugenem Henny v roce 1786